# Região de Surselva
Surselva é uma região do cantão de Grisões, na Suíça. Tem 1 373,56 km² de área e sua população em 2019 foi estimada em 21 289 habitantes. Sua sede é a comuna de Ilanz/Glion.
Foi criada em 1 de janeiro de 2016, a partir do território do antigo distrito de Surselva, como parte de uma reorganização territorial do Cantão.

## Comunas
| Falera            | 620    | 22.36  |
| Laax              | 1 885  | 31.71  |
| Sagogn            | 728    | 6.92   |
| Schluein          | 612    | 4.79   |
| Vals              | 979    | 175.56 |
| Lumnezia          | 2.019  | 165.48 |
| Ilanz/Glion       | 4 757  | 133.47 |
| Safiental         | 903    | 151.42 |
| Breil/Brigels     | 11 250 | 50.88  |
| Disentis/Mustér   | 2 046  | 90.99  |
| Medel             | 355    | 136.22 |
| Sumvitg           | 1 121  | 101.88 |
| Tujetsch          | 1 207  | 133.91 |
| Trun              | 1 164  | 51.9   |
| Obersaxen Mundaun | 1 165  | 70.11  |